# Bruindouche
Een bruindouche (Engels: spray tanning) is een douche waardoor mensen, door een spray met dihydroxyaceton (DHA), hun huid kunnen laten bruinen, met een werkingsduur in de orde van grootte van een week.
De huidskleur van mensen is door alle eeuwen heen een zaak van aandacht. In onze tijd wordt een gebruinde huid door velen op prijs gesteld. De kleur van de huid wordt bruin door langdurig verblijf in de zon, waardoor het pigment wordt geactiveerd. Veel zonnen heeft echter schadelijke gevolgen. Het kan leiden tot huidkanker in verband met de uv-straling. In Nederland krijgen gemiddeld jaarlijks ongeveer 14.000 mensen huidkanker. In de huidige ramingen zal dit aantal nog met 3000 oplopen. 
Er zijn ook allerlei smeermiddelen (bruiningscrèmes) beschikbaar waardoor de huid een bruine kleur gaat vertonen. Het bruin worden treedt op door de werkzame stof dihydroxyaceton (DHA).  DHA is een suikerproduct dat een reactie aangaat met de eiwitten in de opperste huidlaag; het is een soort oxidatieproces. Deze methode zou niet gevaarlijk zijn.
In Amsterdam is een eerste douche in werking gesteld waardoor mensen zich 6 seconden kunnen laten insmeren met DHA. Hierdoor zou een bruine huid ontstaan.